# Snowboard na Zimowej Uniwersjadzie 2013 – snowboardcross mężczyzn
Konkurencja snowboard crossu mężczyzn została rozegrana na Zimowej Uniwersjadzie 2013 12 grudnia, w miejscowości Monte Bondone. Startowało 29 zawodników, którzy kolejno rozegrali biegi 1/8 finału, ćwierćfinały, półfinały oraz finały B i A. Ostatecznym triumfatorem okazał się reprezentant Austrii Hanno Douschan.
W konkurencji tej startowało dwóch reprezentantów Polski. Dawid Wal wygrał finał B i został ostatecznie sklasyfikowany na 5. miejscu. Marcin Bocian odpadł w ćwierćfinale.

## Wyniki

### 1/8 finału
| Pozycja | Zawodnik        | Uwagi |
| ------- | --------------- | ----- |
| 1.      | Nikołaj Olunin  | Q     |
| 2.      | Woo Jin-yong    | Q     |
| 3.      | Richard Rákoczy |       |

| Pozycja | Zawodnik       | Uwagi |
| ------- | -------------- | ----- |
| 1.      | Kevin Klossner | Q     |
| 2.      | Robin Ligeon   | Q     |
| 3.      | Thomas Graham  |       |
| 4.      | Petr Bohůnek   |       |

| Pozycja | Zawodnik              | Uwagi |
| ------- | --------------------- | ----- |
| 1.      | Anton Kopriwica       | Q     |
| 2.      | Jewgienij Muchutdinow | Q     |
| 3.      | Devon Graves          |       |
| 4.      | Richard Allen         | DNS   |

| Pozycja | Zawodnik        | Uwagi |
| ------- | --------------- | ----- |
| 1.      | Emil Novák      | Q     |
| 2.      | Giorgio Varesco | Q     |
| 3.      | Danny Bourgeois |       |
| 4.      | George Beattie  |       |

| Pozycja | Zawodnik        | Uwagi |
| ------- | --------------- | ----- |
| 1.      | Dawid Wal       | Q     |
| 2.      | Daniel Martínek | Q     |
| 3.      | Federico Ghezze |       |

| Pozycja | Zawodnik      | Uwagi |
| ------- | ------------- | ----- |
| 1.      | Thomas Bankes | Q     |
| 2.      | Matej Bačo    | Q     |
| 3.      | Daniel Rosen  |       |
| 4.      | Lukas Pachner | DNF   |

| Pozycja | Zawodnik      | Uwagi |
| ------- | ------------- | ----- |
| 1.      | Léo Trespeuch | Q     |
| 2.      | Marcin Bocian | Q     |
| 3.      | Mal Prior     |       |
| 4.      | Owen Golden   |       |

| Pozycja | Zawodnik         | Uwagi |
| ------- | ---------------- | ----- |
| 1.      | Hanno Douschan   | Q     |
| 2.      | Daisuke Watanabe | Q     |
| 3.      | Kyle Wise        |       |

### 1/4 finału
| Pozycja | Zawodnik       | Uwagi |
| ------- | -------------- | ----- |
| 1.      | Nikołaj Olunin | Q     |
| 2.      | Woo Jin-yong   | Q     |
| 3.      | Robin Ligeon   |       |
| 4.      | Kevin Klossner |       |

| Pozycja | Zawodnik              | Uwagi |
| ------- | --------------------- | ----- |
| 1.      | Emil Novák            | Q     |
| 2.      | Anton Kopriwica       | Q     |
| 3.      | Jewgienij Muchutdinow |       |
| 4.      | Giorgio Varesco       |       |

| Pozycja | Zawodnik        | Uwagi |
| ------- | --------------- | ----- |
| 1.      | Dawid Wal       | Q     |
| 2.      | Thomas Bankes   | Q     |
| 3.      | Daniel Martínek |       |
| 4.      | Matej Bačo      |       |

| Pozycja | Zawodnik         | Uwagi |
| ------- | ---------------- | ----- |
| 1.      | Hanno Douschan   | Q     |
| 2.      | Léo Trespeuch    | Q     |
| 3.      | Marcin Bocian    |       |
| 4.      | Daisuke Watanabe |       |

### Półfinały
| Pozycja | Zawodnik        | Uwagi |
| ------- | --------------- | ----- |
| 1.      | Nikołaj Olunin  | Q     |
| 2.      | Anton Kopriwica | Q     |
| 3.      | Emil Novák      |       |
| 4.      | Woo Jin-yong    |       |

| Pozycja | Zawodnik       | Uwagi |
| ------- | -------------- | ----- |
| 1.      | Hanno Douschan | Q     |
| 2.      | Léo Trespeuch  | Q     |
| 3.      | Thomas Bankes  |       |
| 4.      | Dawid Wal      |       |

### Finały
Mały Finał
| Pozycja | Zawodnik      |
| ------- | ------------- |
| 5.      | Dawid Wal     |
| 6.      | Thomas Bankes |
| 7.      | Emil Novák    |
| 8.      | Woo Jin-yong  |

Finał
| Pozycja | Zawodnik        |
| ------- | --------------- |
| złoto   | Hanno Douschan  |
| srebro  | Léo Trespeuch   |
| brąz    | Nikołaj Olunin  |
| 4.      | Anton Kopriwica |